# Vrbno nad Lesy
Obec Vrbno nad Lesy (německy Weiden überm Walde) se nachází v okrese Louny v Ústeckém kraji. Žije zde 203 obyvatel.

## Historie
První písemná zmínka o vesnici pochází z roku 1143. Tehdy ji daroval kníže Vladislav II. strahovskému klášteru. Ve středověku se o Vrbno dělily tři vrchnosti: svatojiřský klášter, premonstráti ze Strahova a abatyše z Panenského Týnce.

## Obyvatelstvo
|           | 1869 | 1880 | 1890 | 1900 | 1910 | 1921 | 1930 | 1950 | 1961 | 1970 | 1980 | 1991 | 2001 | 2011 |
| --------- | ---- | ---- | ---- | ---- | ---- | ---- | ---- | ---- | ---- | ---- | ---- | ---- | ---- | ---- |
| Obyvatelé | 354  | 371  | 390  | 474  | 520  | 498  | 535  | 367  | 328  | 285  | 224  | 155  | 147  | 170  |
| Domy      | 59   | 68   | 75   | 79   | 89   | 100  | 119  | 122  | 106  | 104  | 83   | 97   | 94   | 102  |

## Pamětihodnosti
K památkově chráněným objektům ve vsi patří kostel Nanebevzetí Panny Marie z druhé poloviny 13. století. Gotická klenba presbytáře s oknem pochází z poloviny 14. století. V roce 1665 byl kostel přestavěn v barokním slohu, přičemž byla jeho loď prodloužena směrem k západu a zvýšena věž. Druhou památkově chráněnou budovou je barokní fara s hospodářskými budovami a ohradní zdí. U polní cesty mezi Vrbnem a Hřivčicemi, se v katastrálním území Hřivčice nachází židovský hřbitov, jehož nejstarší pomníky pocházejí z 18. století.

## Osobnosti
Ve Vrbně se narodila řada osobností: roku 1886 herečka Zdena Gráfová, v letech 1919–1961 členka Státního divadla v Brně; 1888 Oldřich Uhlík, ve světě uznávaný autokarosář, zakladatel firmy Karosa (toto jméno bylo však po roce 1948 použito pro Sodomkovu firmu ve Vysokém Mýtě); 1891 inženýr Oldřich Hanuš, historik Lounska; 1896 Josef Sušánek, účastník protinacistického odboje; 1911 Václav Šlajchr, profesor na lounském gymnáziu a v padesátých a šedesátých letech dvacátého století organizátor kulturního života ve městě; 1925 přední česká textilní výtvarnice Luba Krejčí; 1937 olympijský vítěz ve veslování Václav Kozák.[zdroj⁠?!]

## Galerie

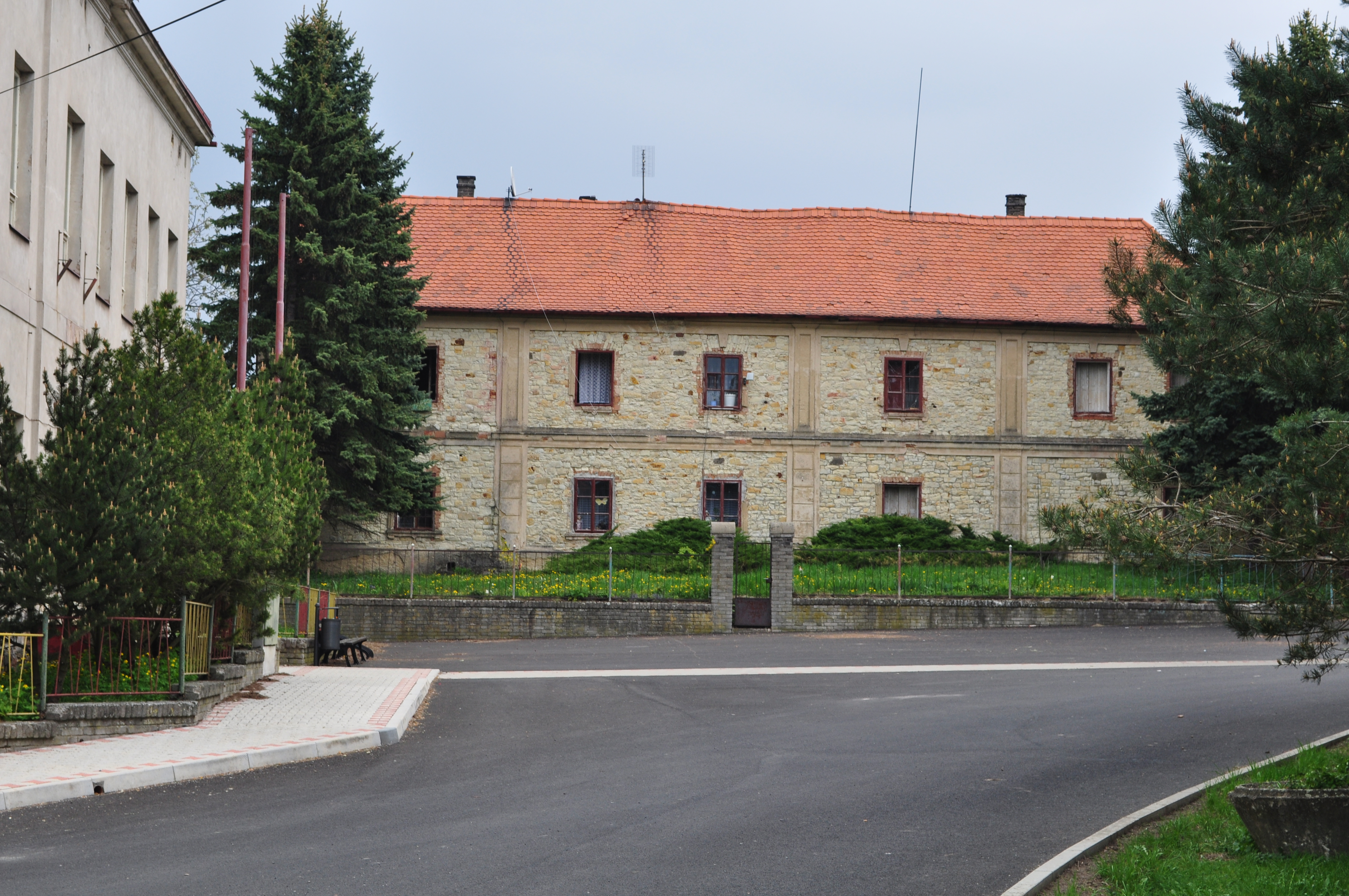
Fara
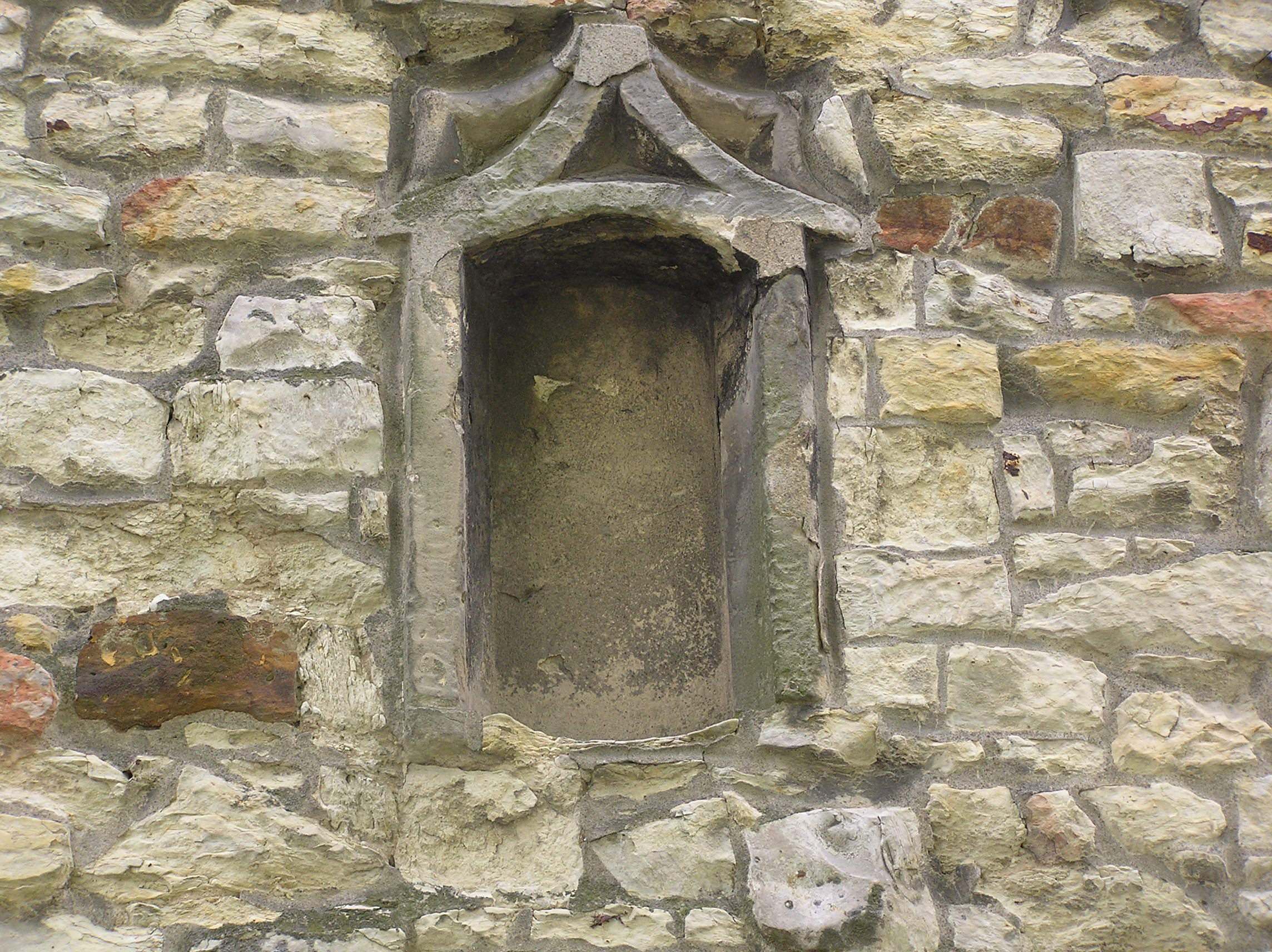
Gotické záclonové okénko na hospodářské budově fary
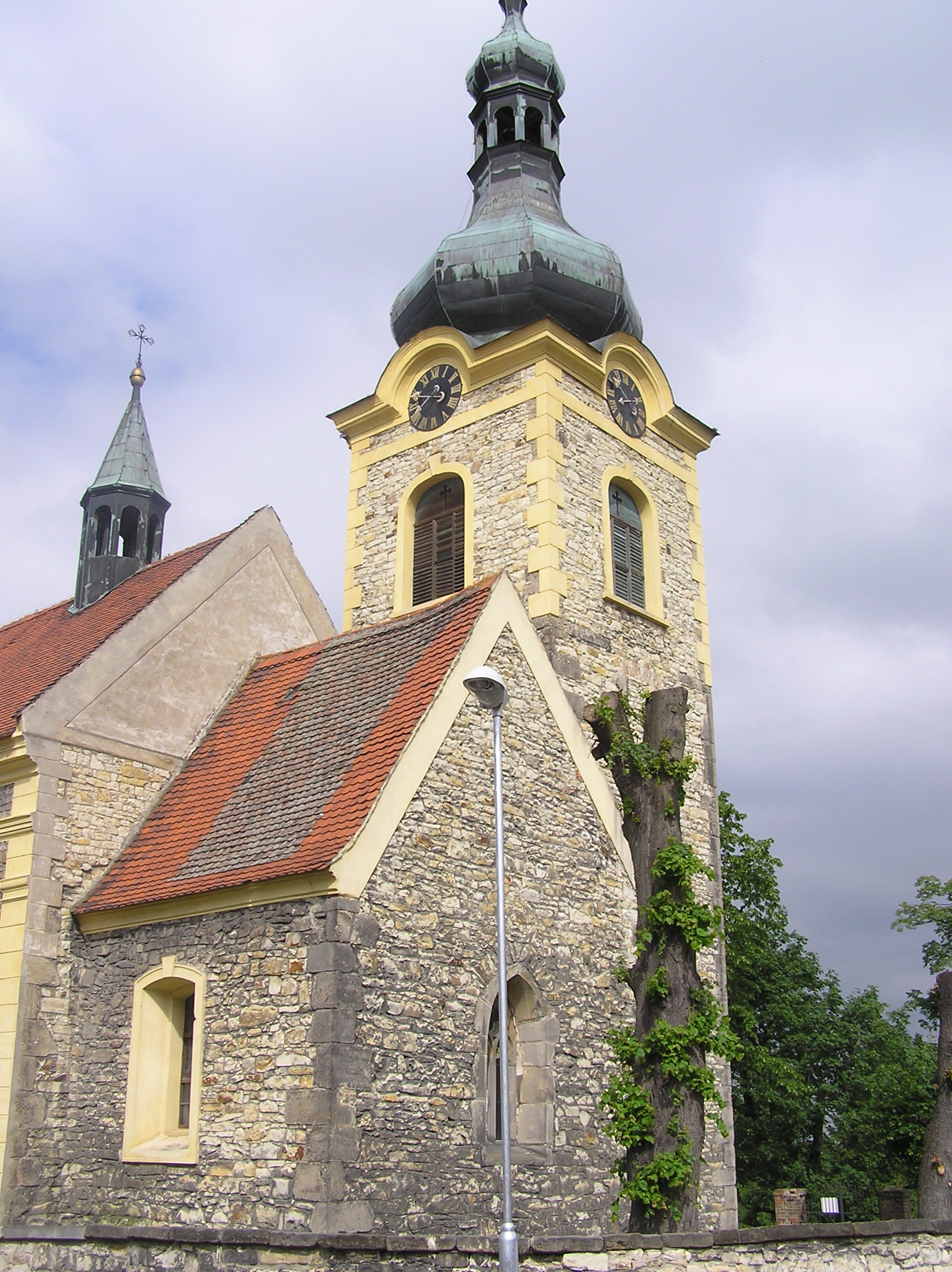
Kostel Nanebevzetí Panny Marie
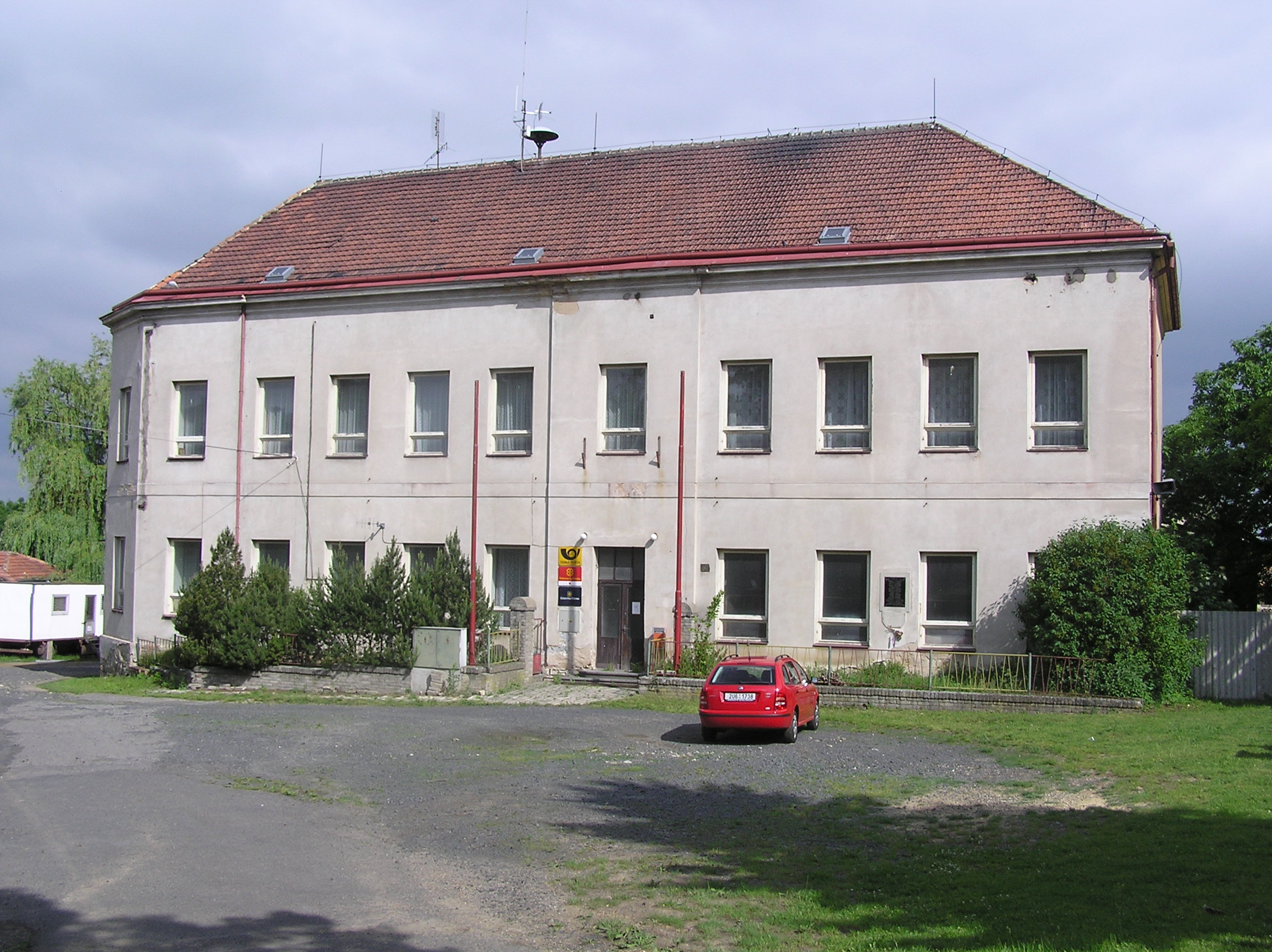
Škola
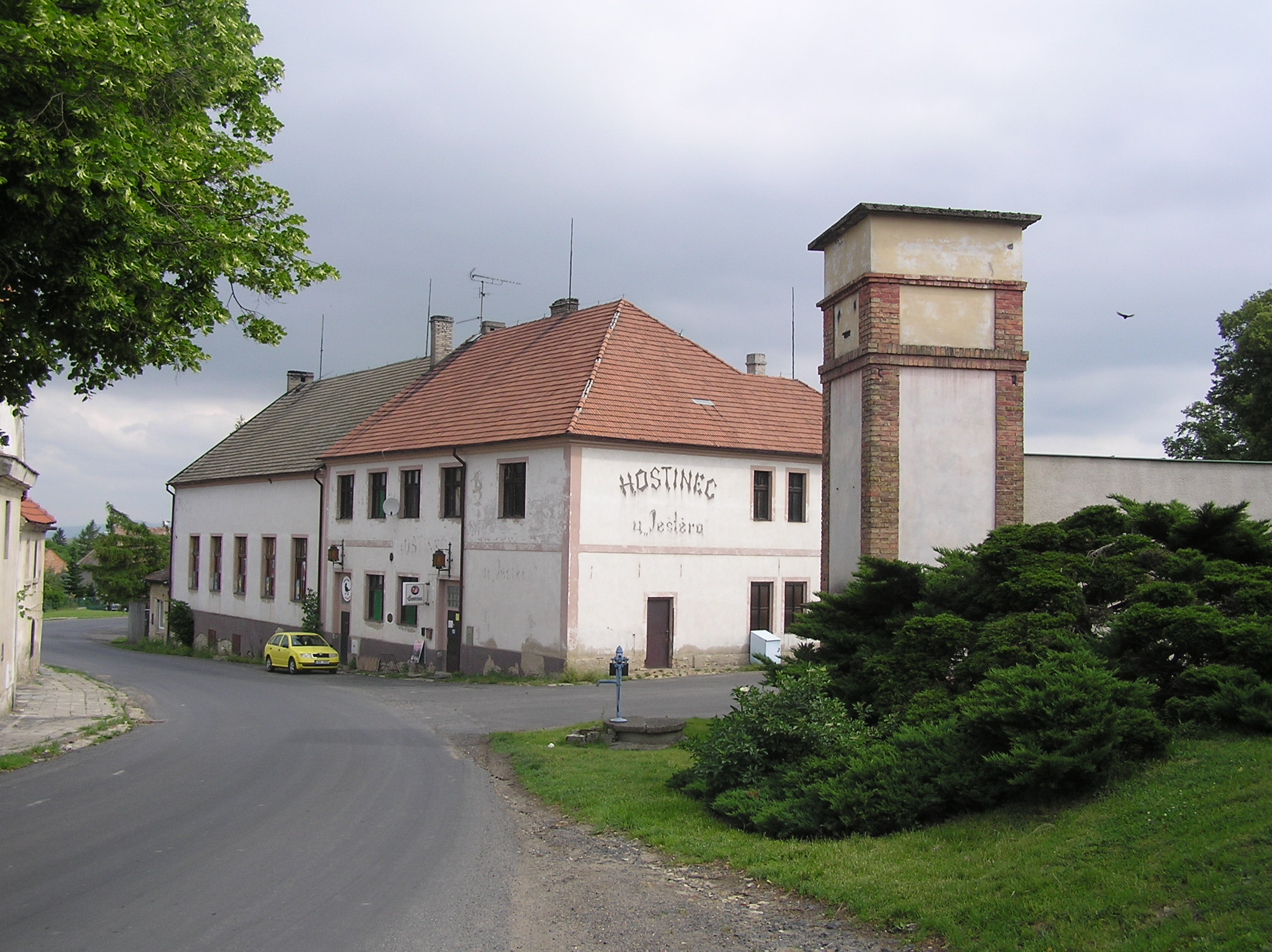
Hostinec